# なにわコラリアーズ
なにわコラリアーズは、大阪府を本拠地とする男声合唱団。略称、なにコラ。創立以来の常任指揮者は伊東恵司。

## 略歴
1993年（平成5年）、「さわやかに、かっこよく」をモットーに出身団体や経験、キャリアの垣根を超えた男声合唱団として創立された。
1999年（平成11年）の第52回全日本合唱コンクール全国大会一般部門に関西支部代表として初出場で金賞を受賞、以後10年連続で金賞を受賞。2003年（平成15年）の第20回記念宝塚国際室内合唱コンクールでグランプリを受賞。2002年（平成14年）に長井賞受賞。

## 音楽
平成期における男声合唱復権の立役者の筆頭格であり、なにコラの活躍以降、「○○コラリアーズ」を名乗る男声合唱団が全国各地で結成されている。もっとも結成当初から順風満帆だったわけでは決してなく、実際結成翌年の1994年（平成6年）の全日本合唱コンクール関西大会では「賞なし」に終わっていて、なにコラの活動過程と平成期の男声合唱復権の動きはまさに軌を一にしている。
選曲については「スタンダードな合唱曲や親しみやすい愛唱曲はもちろん、男声合唱のレパートリーを開拓しようと新しい曲にも意欲的にチャレンジしております。」としていて、黒人霊歌や多田武彦作品を得意としているが、その一方で、「ともすれば画一的で工夫のないように見えた男声合唱界を活性化させようと」、コンクールの自由曲には当時あまり知られていなかった北欧の曲や世界各地の珍しい作品を意図的に取り上げた。
10年連続金賞を機にコンクールへの参加を取りやめてからは、年1回の定期演奏会のほか、独自の企画による演奏会に力を入れる。また各地の合唱団に招かれてのジョイントコンサートや、海外演奏の機会も多い。